# 聖まこと
聖 まこと（ひじり まこと、1985年5月14日 - ）は、日本の元AV女優。神奈川県出身。血液型:O型。身長:148cm。スリーサイズ:B87(E)・W59・H88。
妹系AV女優であった。

## 略歴
2004年にワープエンタテインメント専属女優としてAVデビュー。ワープエンタテインメントが新人女優を専属とするのは彼女としいな怜、寧々の3人が初めてのことであった。
2005年に引退。

## 作品
すべてワープエンタテインメントより
2004年
- 同時多発、エロ。（11月3日）他出演:しいな怜、寧々
- ドリームシャワー No.61（12月3日）※デビュー作

2005年
- ごっくんラブレタ〜♥（1月8日）
- 世界でいちばん、パパが好き♥（2月5日）
- 接吻カフェ（3月5日）
- 専属マニア VOL.07（3月15日）
- 幼なじみ（4月5日）
- 僕だけの巨乳ママ 9（4月29日）
- 街でウワサの風俗ビル 8号店（6月5日）
- 妹カン（7月5日）
- 淫語 特別治療室（8月5日）※引退作